# Хайнсько
Хайнсько (словен. Hajnsko) — поселення в общині Шмарє-при-Єлшах, Савинський регіон, Словенія. 
Висота над рівнем моря: 210,1 м.